# Xysticus paniscus
Xysticus paniscus là một loài nhện trong họ Thomisidae.
Loài này thuộc chi Xysticus. Xysticus paniscus được Ludwig Carl Christian Koch miêu tả năm 1875.